# Manuelinik

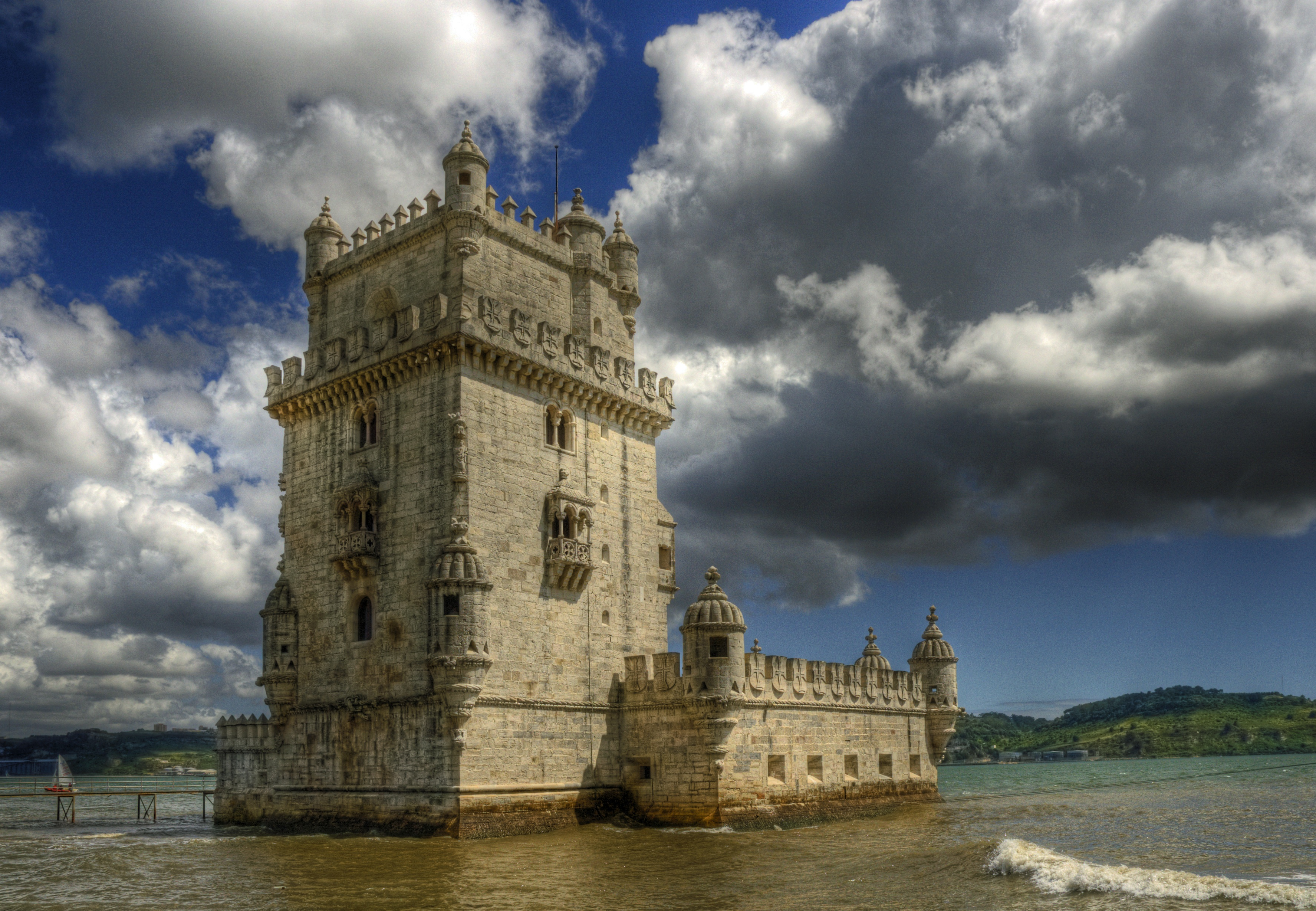
Torre de Belém, Lissabon

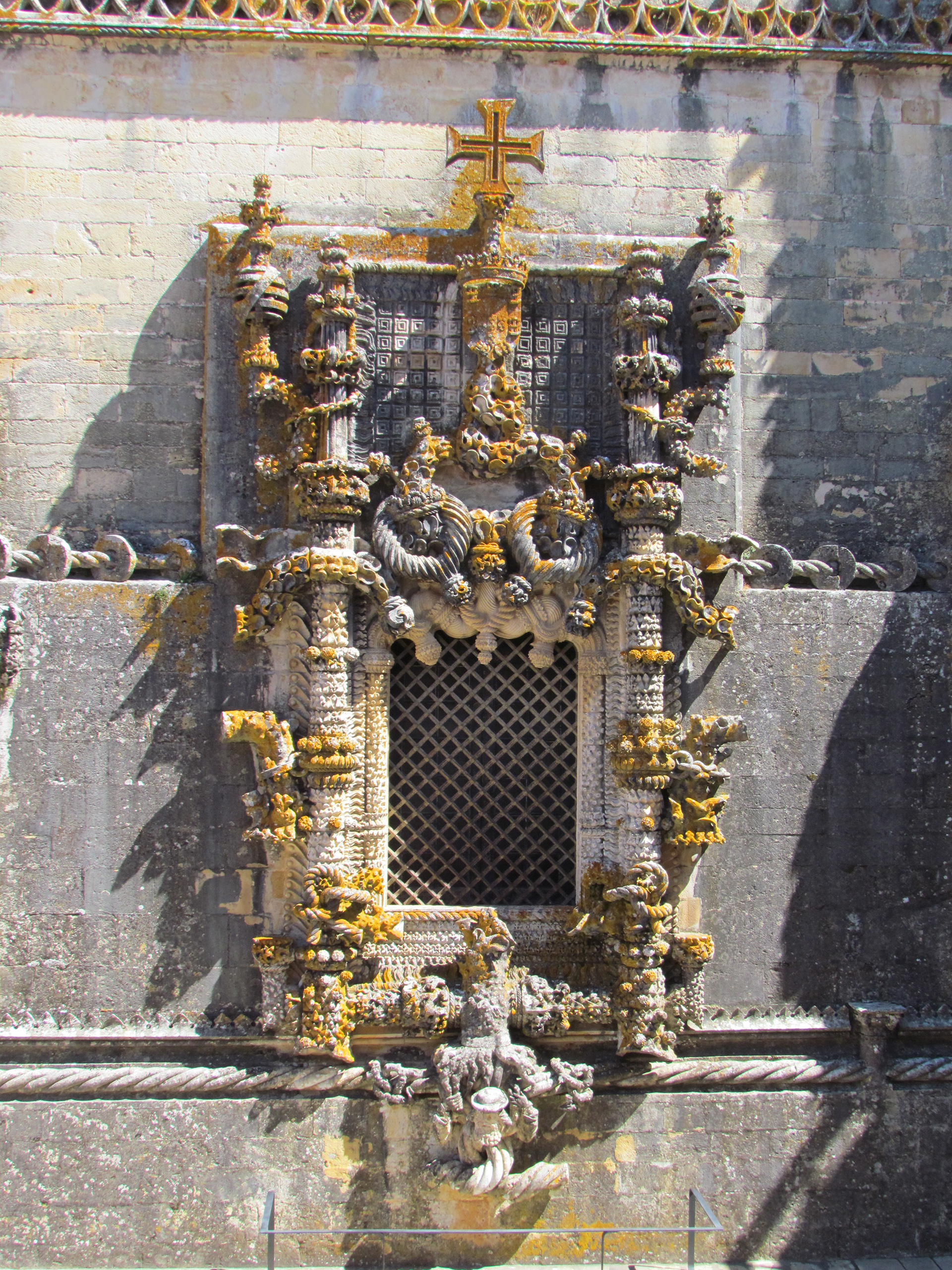
Seefahrerornamentik im manuelinischen Stil in Tomar

Die Manuelinik (auch Emanuelstil, Manuelinischer Stil oder Emanuelismus genannt) ist ein prunkvoller Architekturstil, der nur im Königreich Portugal des frühen 16. Jahrhunderts auftrat. Benannt ist die Manuelinik nach König Manuel I. (reg. 1495–1521), der während der wirtschaftlichen und kulturellen Blütezeit Portugals an der Macht war. Der Stilbegriff manuelino wurde durch den Historiker Francisco Adolfo de Varnhagen in seiner Schrift Notícia Histórica e Descriptiva do Mosteiro de Belém von 1842 eingeführt.

## Stilkundliche Einordnung

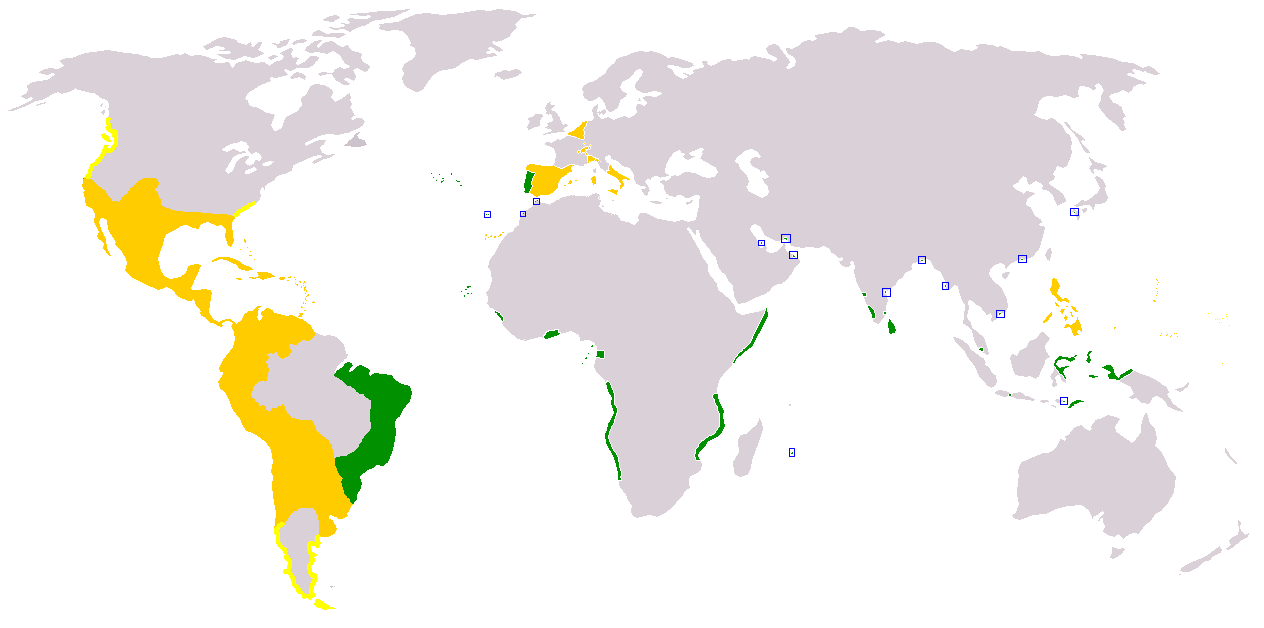
Kolonien Portugals (grün) und Spaniens (gelb) um 1600

Die Manuelinik ist der früheste portugiesische Kolonialstil und kann als Sonderform der Spätgotik oder Mischstil zwischen Gotik und Renaissance angesehen werden, der um spanische, italienische, flämische Stilelemente sowie um maritime Ornamente wie Schiffstauwerk erweitert wurde. Teilweise wurden auch Elemente der Mudéjar-Kunst und der italienischen Frührenaissance übernommen, wie z. B. runde Bögen statt gotischer Spitzbögen (z. B. in Santa Maria de Belém oder der Conceiçao Velha in Lissabon) oder Säulen statt Pfeilern.
Damit entspricht der Stil dem Wesen nach anderen Stilen der ausgehenden Gotik, besonders dem isabellinischen und dem Platereskenstil in Spanien, aber auch dem Flamboyant in Frankreich und England.
Inspiriert wurde der manuelinische Stil durch die Reisen der Seefahrer Vasco da Gama und Pedro Álvares Cabral, deren Entdeckungen und Eroberungen Portugal seinerzeit einen besonderen Reichtum bescherten; zuweilen wird auch ein afrikanischer oder indischer Einfluss angenommen (z. B. für die Capelas imperfeitas in Batalha).
Neben dem obengenannten gedrehten Tauwerk und Seemannsknoten gibt es eine Reihe von charakteristischen Motiven, die häufig aus der Heraldik oder aus der christlichen und alchimistischen Symbolik stammen:
- die Armillarsphäre, ein astronomisches Instrument, das einen Anspruch auf die Weltherrschaft symbolisierte, und die ein Emblem der portugiesischen Könige Johann II. und Manuel I. war;
- das Kreuz der Christusritter, des bedeutendsten Ritterordens in Portugal, der auch eine enge Verbindung zum portugiesischen Königshaus hatte;
- naturalistische Motive, wie Astwerk, Blattwerk (z. B. Lorbeer oder Efeu), Blumen, Disteln, Artischocken, Früchte wie Granatäpfel u. ä.;
- maritime Motive wie Korallen, Muscheln oder Algen;
- Tiere und menschliche Figuren;
- fantastische oder groteske Figuren und Mischwesen, wie Nixen oder Sirenen, Ouroboros u. a.

In der kunsthandwerklichen Ausführung all dieser Zierformen fällt eine Tendenz zum Weichen und Runden auf (nicht zum Hohen und Spitzen wie in der Gotik). Die üppige Ornamentik ziert vor allem Portale und Fenster, aber auch Wände und Dächer, sie schmückt Klöster, Kirchen und Paläste und sogar Schandpfähle (Pelourinhos).
Der Manuelinische Stil lebt in den Verzierungen der portugiesischen, spanischen, mexikanischen und kolonialen indischen Kunst weiter, die er beeinflusst hat.

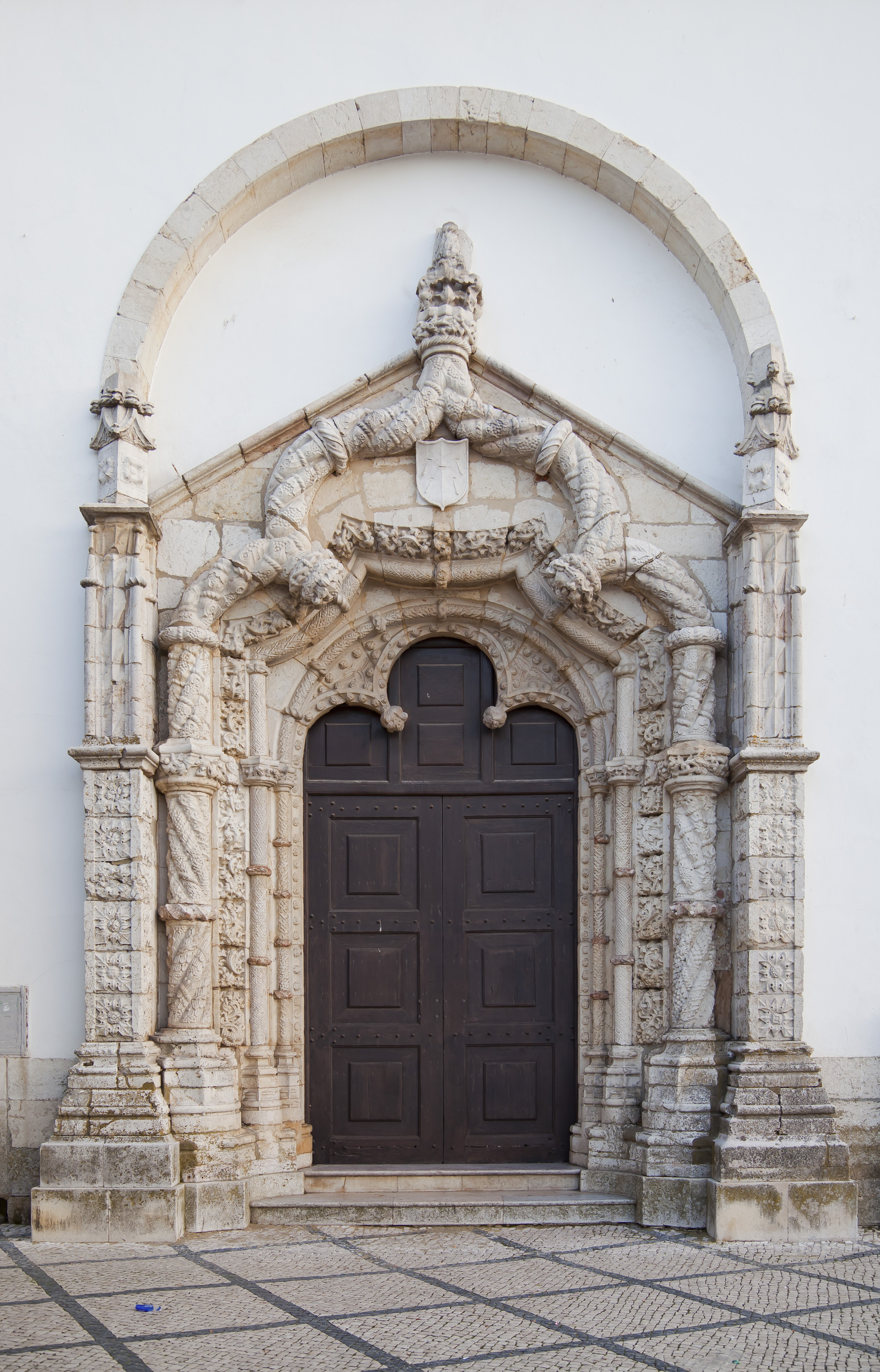
Seitenportal der Kirche São Julião, Setúbal

## Bauten
Ein Großteil der manuelinischen Bauten wurden beim großen Erdbeben von Lissabon 1755 zerstört. Als die bedeutendsten und prächtigsten Beispiele der Manuelinik gelten die Torre de Belém und das benachbarte Hieronymitenkloster mit seinem Kreuzgang in Lissabon, sowie das Kloster Batalha und Teile des Christusklosters in Tomar – hier ist u. a. ein berühmtes Fenster des Kapitelsaales außen wie innen reich mit plastischem, verflochtenem Schiffstauwerk und Naturmotiven verziert. Als eines der frühesten Beispiele der Manuelinik gilt außerdem die berühmte Kirche des Convento de Jesus in Setúbal, mit Pfeilern in Form riesiger gedrehter Schiffstaue. In Lissabon sind noch die Fassaden der Kirche Nossa Senhora da Conceição Velha und des Convento da Madre de Deus (heute: Museu Nacional do Azulejo) in einem rein manuelinischen Stil erhalten, in Coimbra die Fassade der Capela de São Miguel der Universität und Teile des Mosteiro de Santa Cruz, insbesondere das Kirchenportal und der Kreuzgang – letzterer jedoch wesentlich schlichter als die Kreuzgänge von Belém und Batalha. Besonders erwähnenswert sind auch die Hauptkirchen (Igreja Matriz) von Golegã, Vila do Conde, Viana do Alentejo, und die Kirche São Julião in Setúbal, alle mit prächtigen, typisch manuelinischen Portalen.

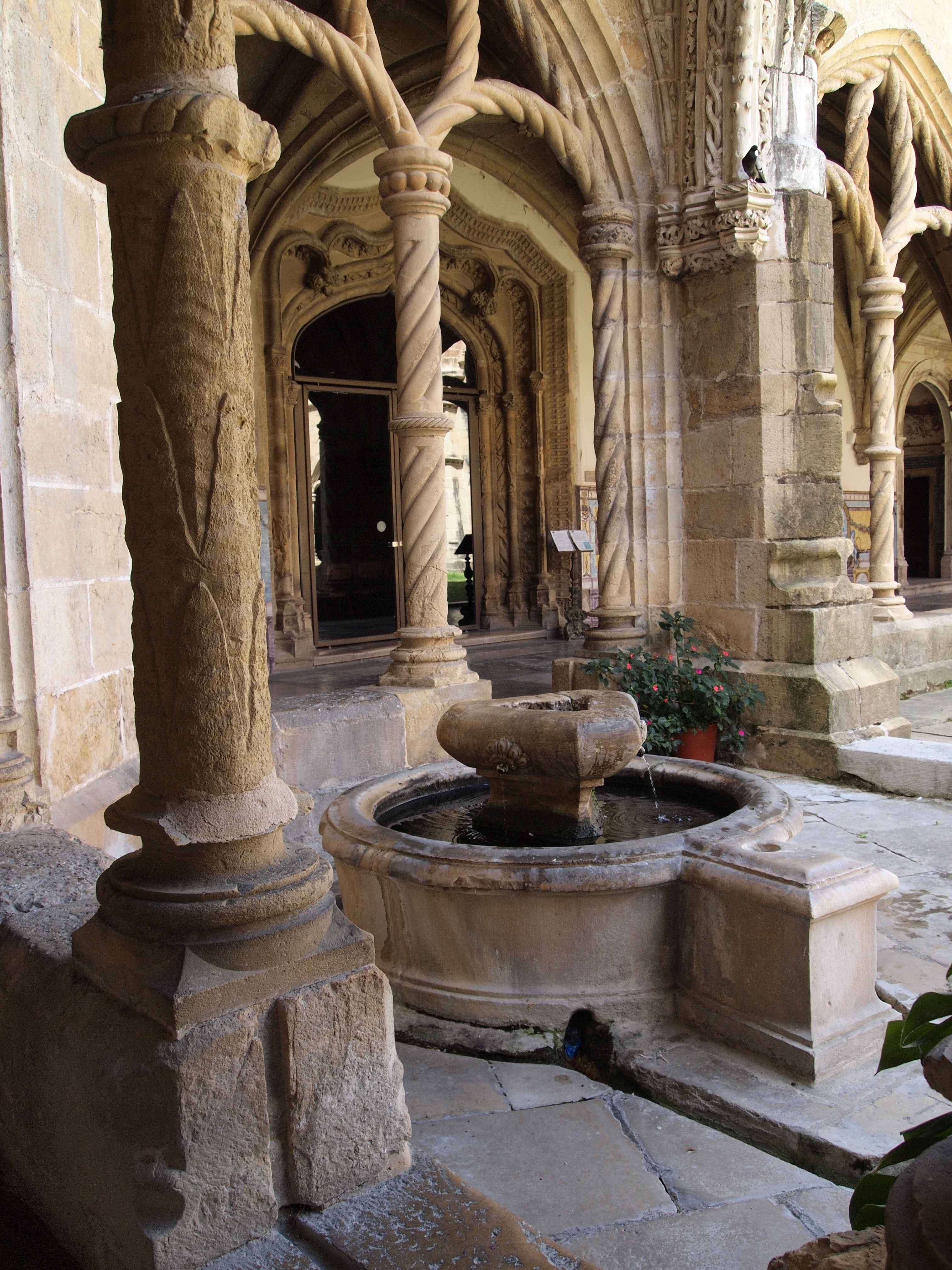
Kreuzgang des Mosteiro de Santa Cruz, Coimbra

Bedeutende Beispiele in der Profanarchitektur finden sich am alten Königspalast (Palácio Nacional) in Sintra, oder an der Casa dos Coimbras in Braga. Berühmt war einst der von Manuel I. stark erweiterte Palácio Real von Évora, von dem jedoch nur ein kleiner Teil erhalten ist.
Darüber hinaus finden sich Beispiele für den manuelinischen Stil auch an kleineren Kirchen oder Bauwerken in ganz Portugal mit seinen überseeischen Gebieten (Madeira, Azoren), etwa auf den Azoren die Kirche Igreja Matriz de São Sebastião (Portale) und Teile des Rathauses der Stadt Ribeira Grande. Aus den ehemaligen Kolonien Portugals oder ehemaligen Handelsniederlassungen seien die Kirchen São Francisco und der Priorado do Rosário in Goa genannt (heute Welterbe). Dabei zeigen manche Gebäude, obwohl zur Zeit Manuels I. erbaut, nur ganz wenige Elemente im manuelinischen Stil, beispielsweise die Kathedrale von Funchal auf der Insel Madeira, die Überreste der sogenannten ‚Portugiesischen Kapelle‘ (Chapelle Portugaise) in der marokkanischen Hafenstadt Safi, oder die 1522 erbaute Capela de Nossa Senhora do Baluarte auf der Insel Mosambik.

## Vertreter
Bedeutende Vertreter dieses Stils waren João de Castilho und Diogo Boitaca, die für das Klostergeviert des Hieronymitenkloster berühmt sind, sowie Francisco und Diogo de Arruda, die den Torre de Belém am Tejoufer in Lissabon entworfen haben. In der Malerei gilt der namentlich nicht bekannte Meister von Sardoal als Vertreter der Manuelinik.

Manuelinik in Sakraler Architektur
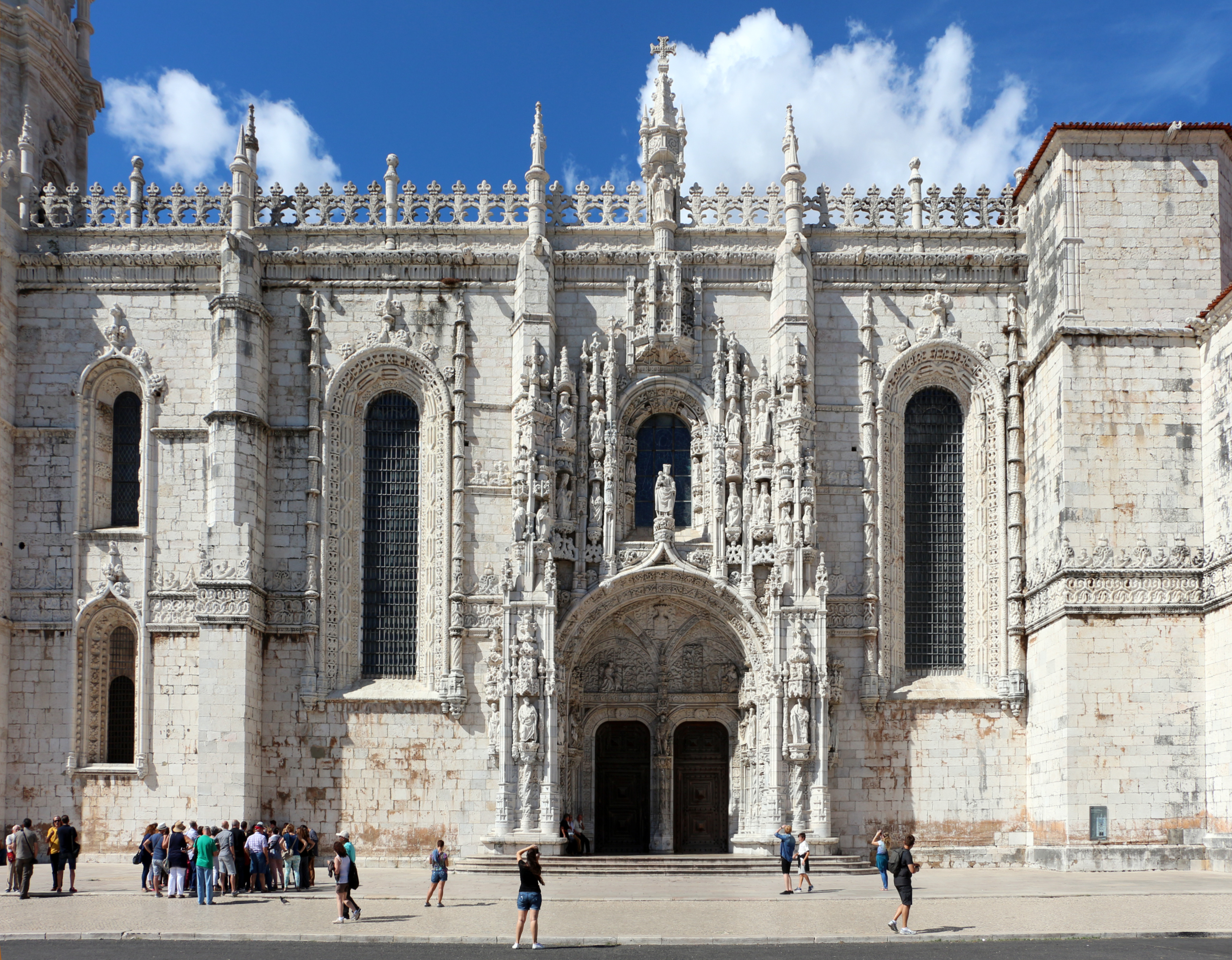
Südportal und Fassade der Kirche Santa Maria de Belém, Mosteiro dos Jerónimos, Belém (Lissabon)
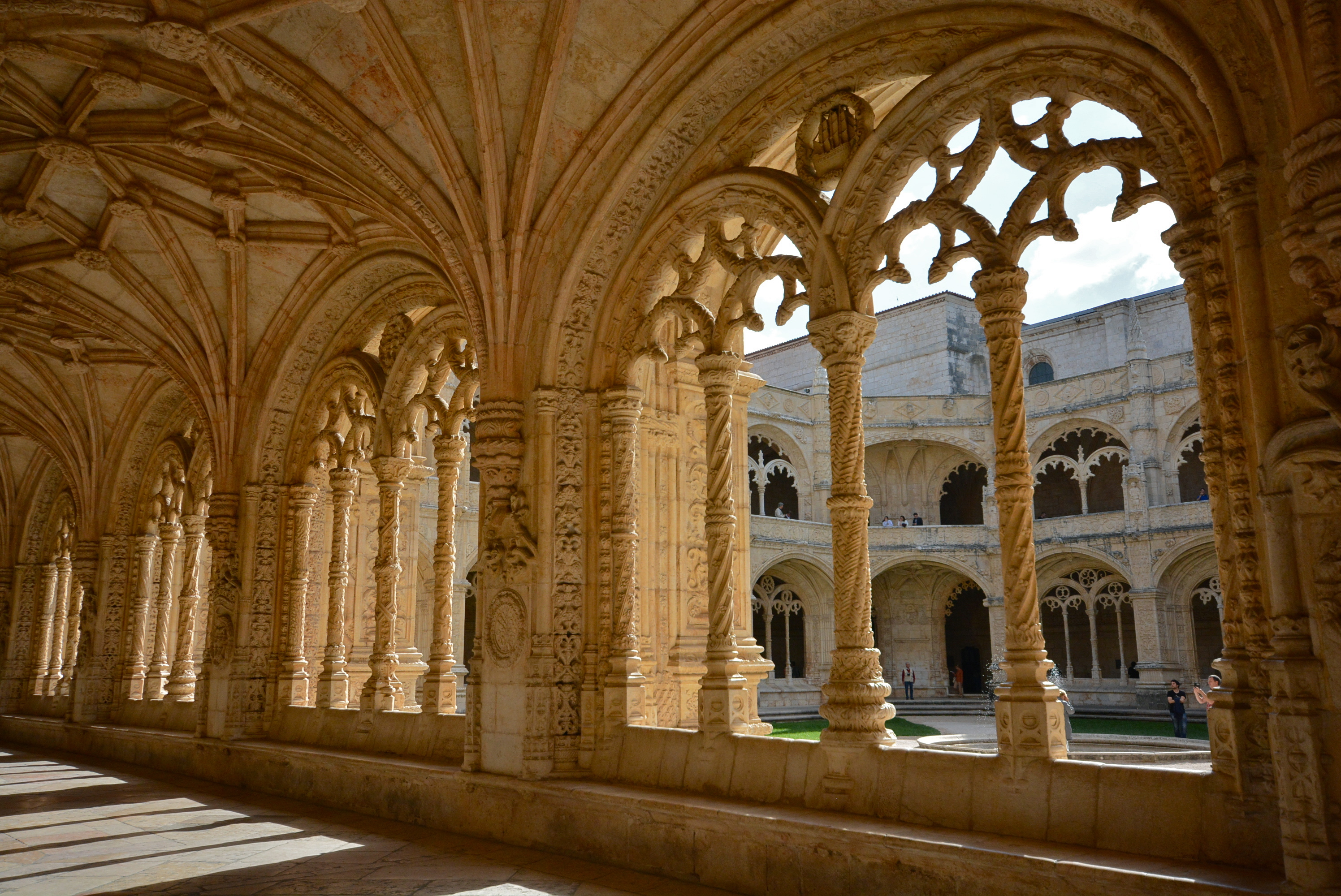
Kreuzgang des Mosteiro dos Jerónimos, Belém
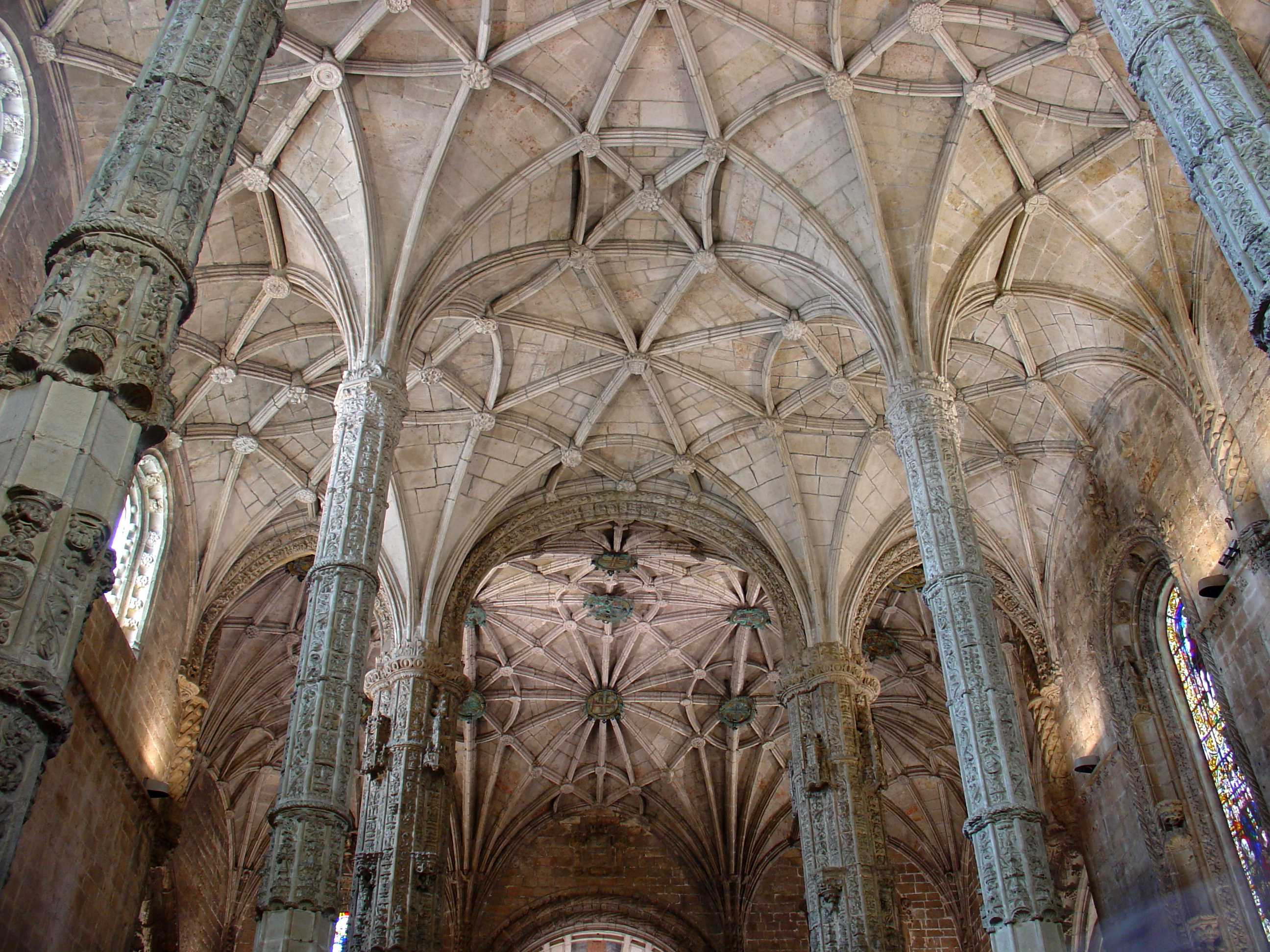
Gewölbe der Hauptkapelle des Mosteiro dos Jerónimos, Belém
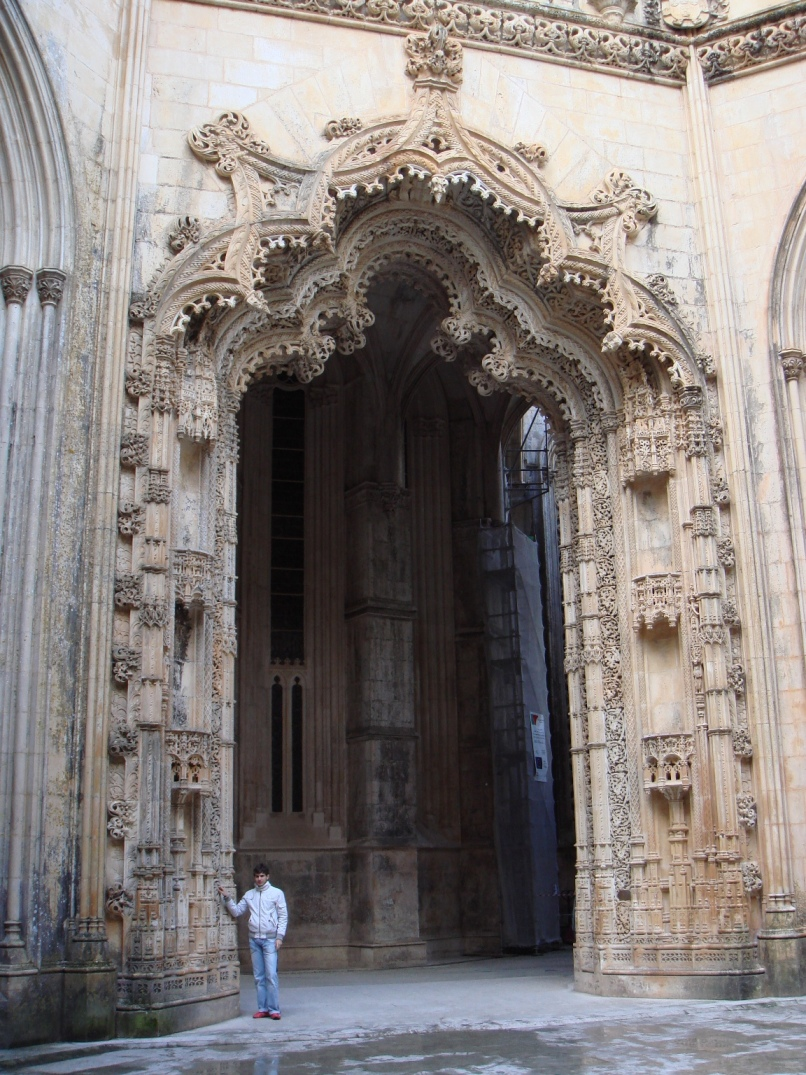
Portal der unvollendeten Kapelle des Klosters von Batalha
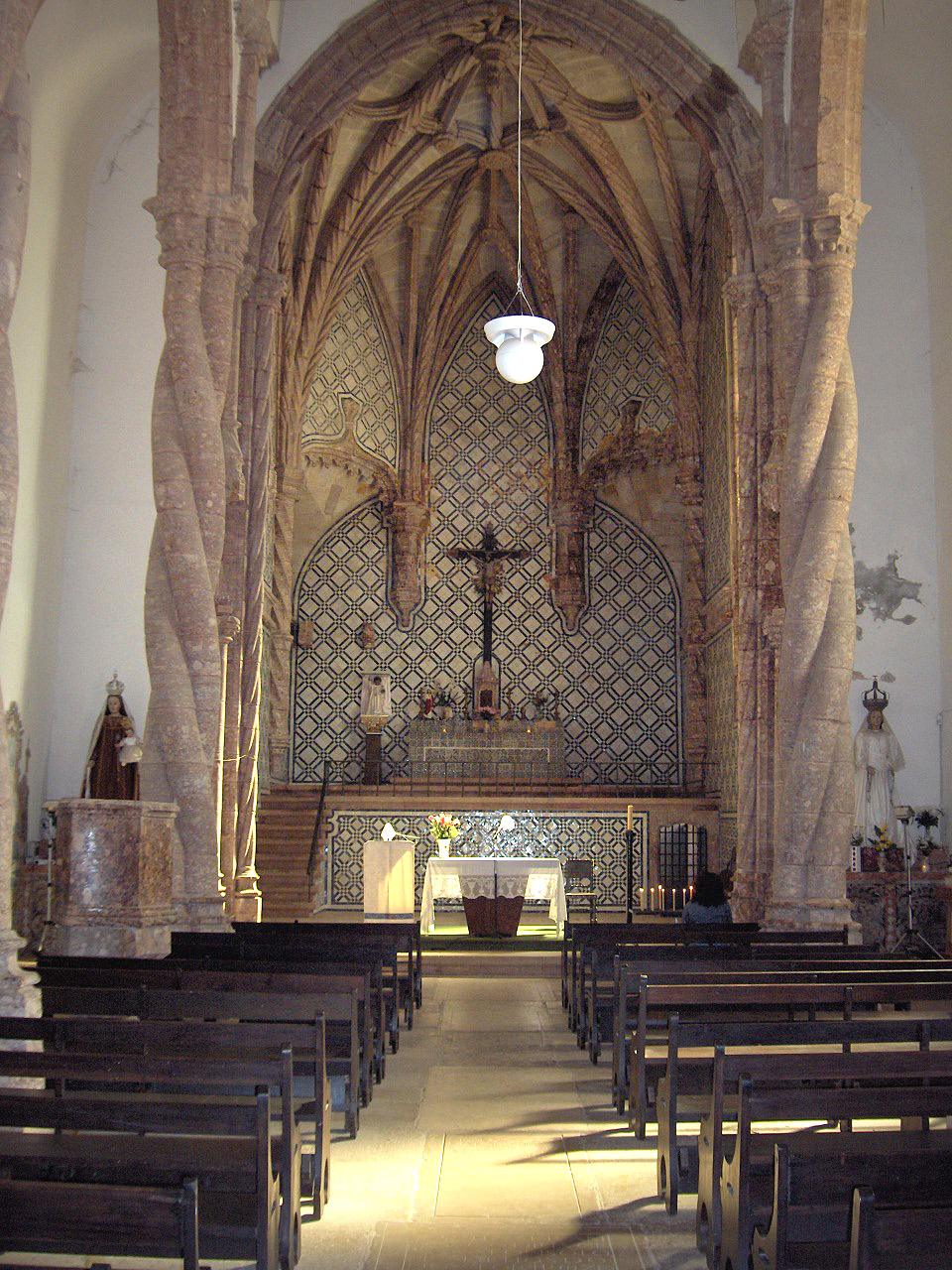
Igreja de Jesus mit Pfeilern aus gedrehten Schiffstauen in Setubal

Manuelinik in Profaner Architektur
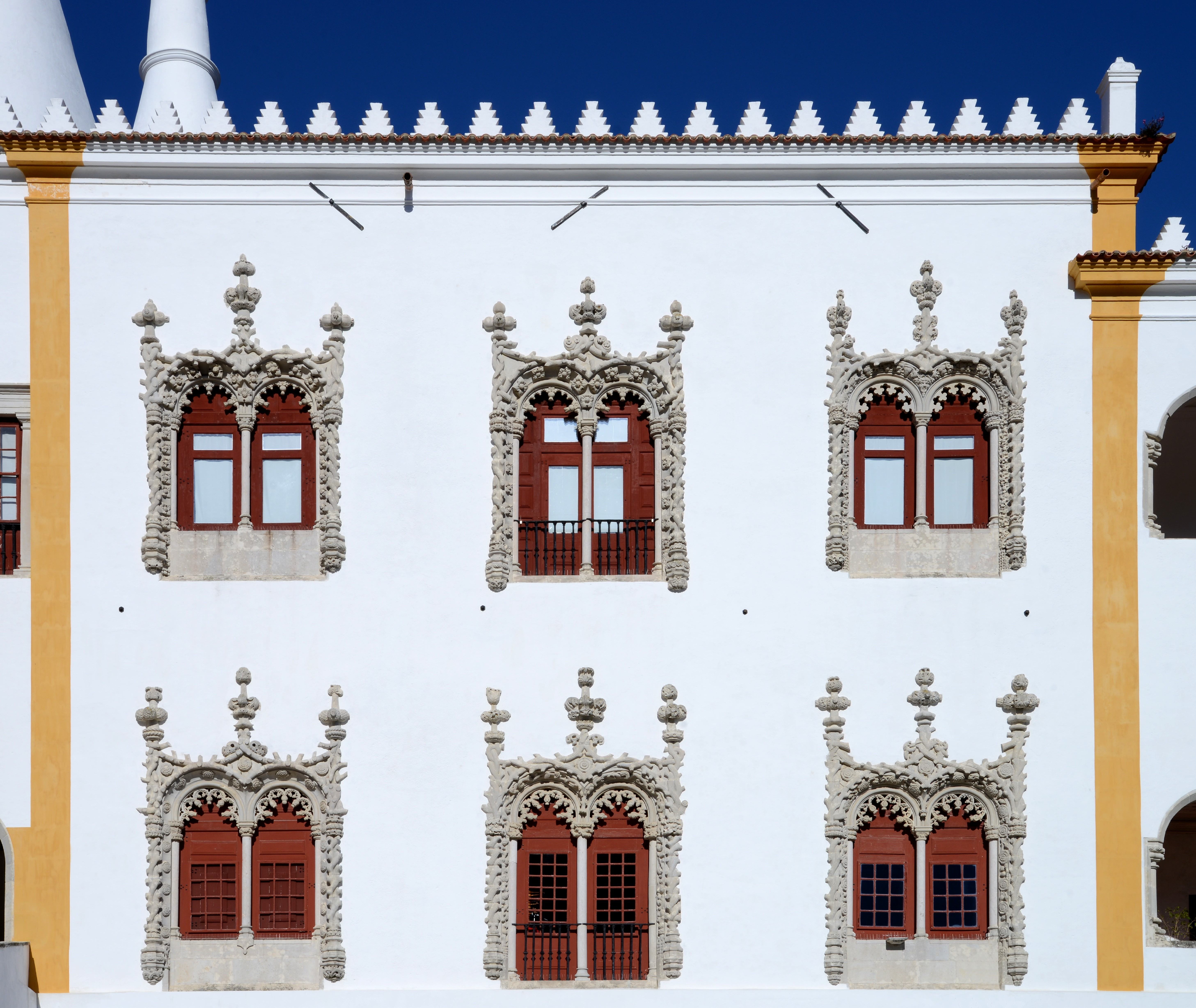
Manuelinische Fenster an einer Fassade des Palácio Nacional de Sintra
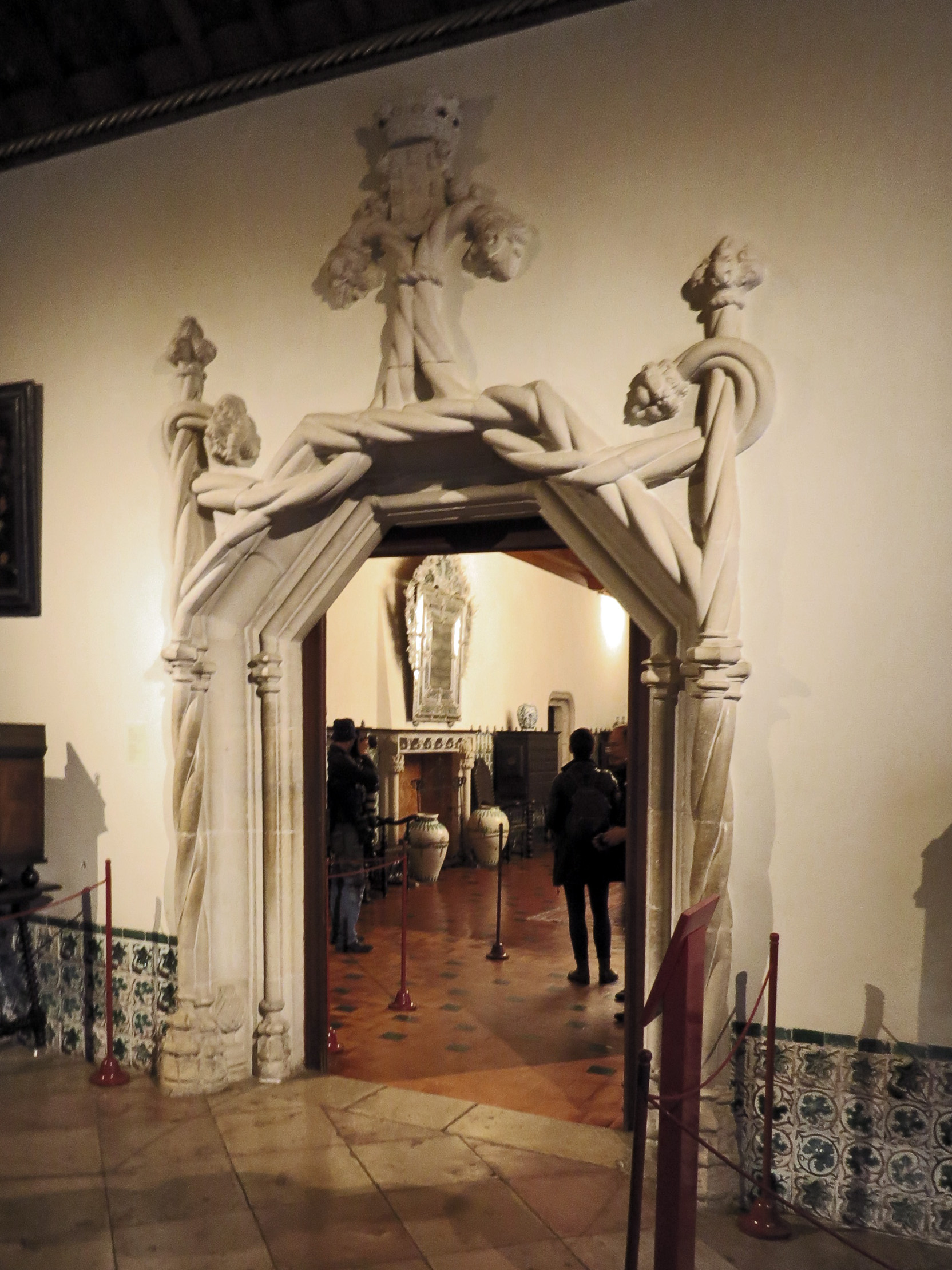
Portal mit Schiffstauen im Palácio nacional de Sintra
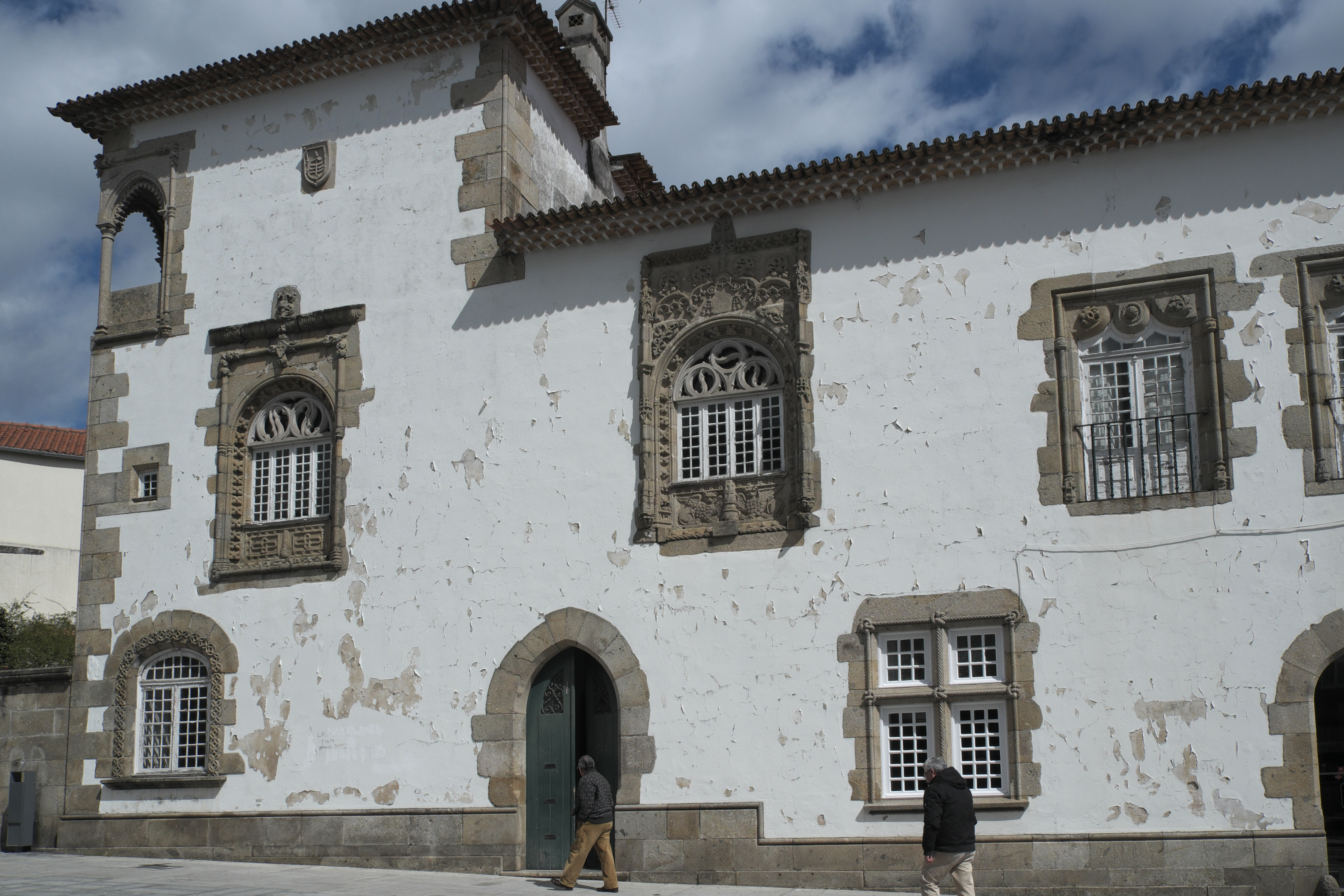
Casa dos Coimbras in Braga (unten rechts Fenster mit Tauwerk)
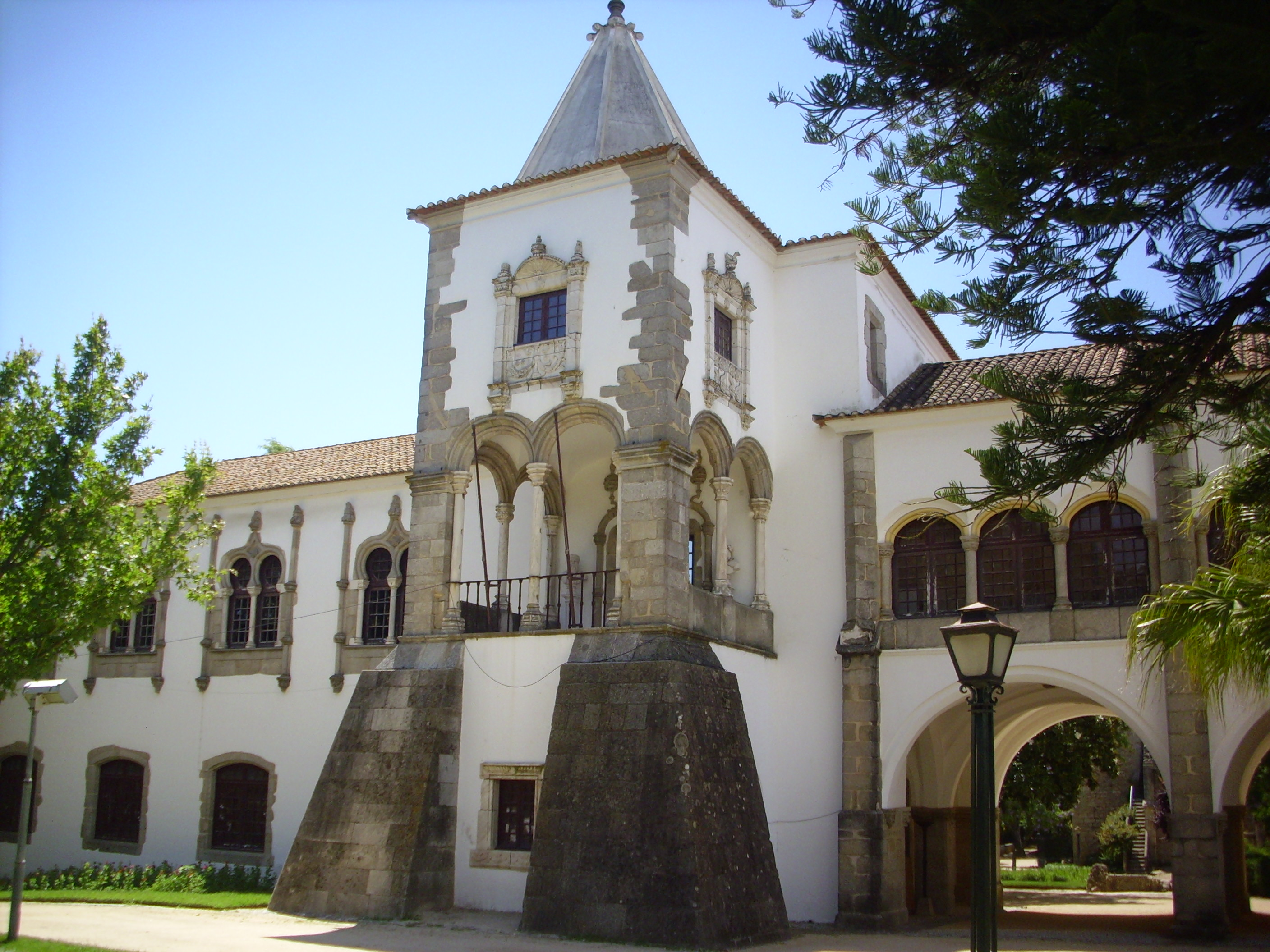
Überreste des Palácio Real in Évora
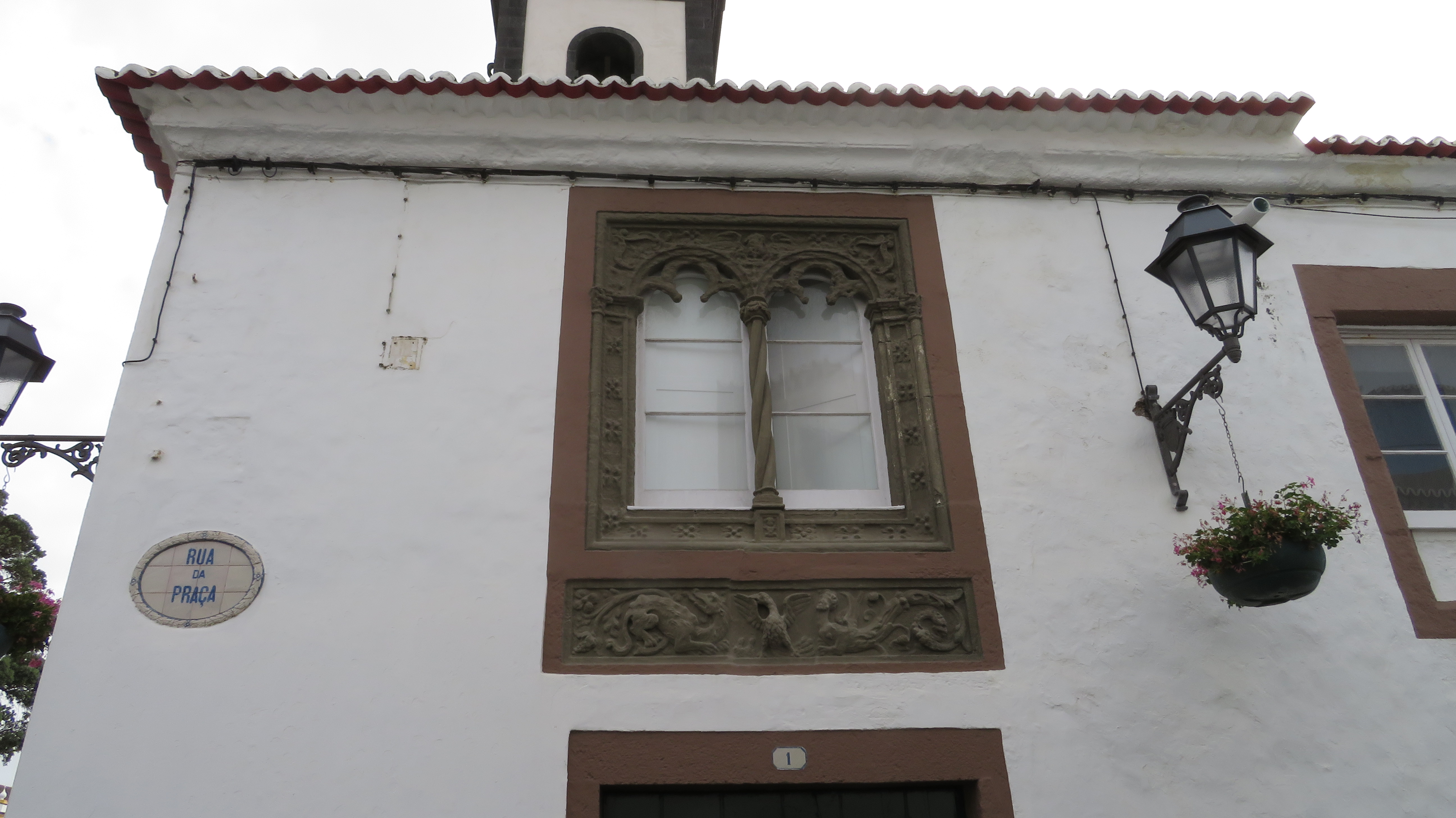
Manuelinisches Fenster des Rathauses von Ribeira Grande, Azoren